# Г'юмансвілл (Міссурі)
Г'юмансвілл (англ. Humansville) — місто (англ. city) в США, в окрузі Полк штату Міссурі. Населення — 907 осіб (2020).

## Географія
Г'юмансвілл розташований за координатами 37°47′42″ пн. ш. 93°34′37″ зх. д. / 37.79500° пн. ш. 93.57694° зх. д. (37.795122, -93.577034).  За даними Бюро перепису населення США в 2010 році місто мало площу 3,08 км², з яких 3,04 км² — суходіл та 0,03 км² — водойми.

## Демографія
Згідно з переписом 2010 року, у місті мешкало 1048 осіб у 366 домогосподарствах у складі 227 родин. Густота населення становила 341 особа/км².  Було 461 помешкання (150/км²).
Расовий склад населення:
| - 96,6 % — білих - 0,6 % — корінних американців - 0,1 % — чорних або афроамериканців - 0,1 % — азіатів |

До двох чи більше рас належало 2,5 %. Частка іспаномовних становила 3,8 % від усіх жителів.
За віковим діапазоном населення розподілялося таким чином: 21,4 % — особи молодші 18 років, 52,9 % — особи у віці 18—64 років, 25,7 % — особи у віці 65 років та старші. Медіана віку мешканця становила 45,9 року. На 100 осіб жіночої статі у місті припадало 88,5 чоловіків;  на 100 жінок у віці від 18 років та старших — 90,3 чоловіків також старших 18 років.
Середній дохід на одне домашнє господарство  становив 32 327 доларів США (медіана — 21 000), а середній дохід на одну сім'ю — 38 066 доларів (медіана — 27 083). Медіана доходів становила 32 250 доларів для чоловіків та 23 750 доларів для жінок. За межею бідності перебувало 47,1 % осіб, у тому числі 63,3 % дітей у віці до 18 років та 8,0 % осіб у віці 65 років та старших.
Цивільне працевлаштоване населення становило 225 осіб. Основні галузі зайнятості: освіта, охорона здоров'я та соціальна допомога — 39,1 %, науковці, спеціалісти, менеджери — 12,4 %, будівництво — 10,2 %, виробництво — 9,3 %.